# Old Bridge (Pontypridd)
Old Bridge je kamenný obloukový most přes řeku Taff ve velšském městě Pontypridd. Jeho architektem je William Edwards.
První most, který stál na místě dnešního, byl postaven v roce 1746 a měl tři oblouky. O dva roky později byl zničen při silné bouři.
Výstavba druhého mostu, který měl mít jen jeden oblouk s rozpětím 43 m, byla zahájena v roce 1748. Existují dva různé příběhy o tom, co se stalo při jeho výstavbě. Podle Thomase Morgana, který byl Edwardsovým současníkem, byl oblouk zničen těsně před dokončením. V rukopise známém jako Plasybrain manuscript je však psáno, že most byl zničen povodní až po dokončení. Dodnes není však jednoznačné, která z verzí je pravdivá.
Nový most, který byl později postaven na místě předešlých dvou a měl také jeden oblouk, byl zničen po 6 týdnech používání. Čtvrtý, dnešní most byl dokončen v roce 1756 a dnes slouží pouze pro chodce. Hmotnost mostu byla zredukována díky třem válcovitým otvorům z každé strany mostu s průměry 2,7 m, 1,7 m a 1,1 m. Hlavní oblouk mostu s rozpětím 42,27 m se po dokončení stal nejdelším mostním rozpětím na území Velké Británie.
V roce 1857 byl vedle mostu Old Bridge dokončen nový most Victoria Bridge, který dodnes slouží silničním provozu.

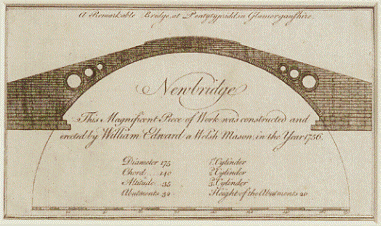
Nákres mostu, ca. 1760